# Río Cúa
El río Cúa es un curso de agua del noroeste de la península ibérica, afluente del Sil.

## Descripción
Está situado al norte de la comarca de El Bierzo en la provincia de León, perteneciente a la comunidad autónoma de Castilla y León, en España. Nace en el Campo de la Pesca, cerca del puerto de Cienfuegos y desemboca en el río Sil a la altura de Toral de los Vados. Son afluentes de cierta importancia por la derecha, el río Ancares y el río Burbia y de menor caudal por la izquierda: el, ya mencionado, Arroyo de Trayecto, el río de Faro y el Rio Biarzas.

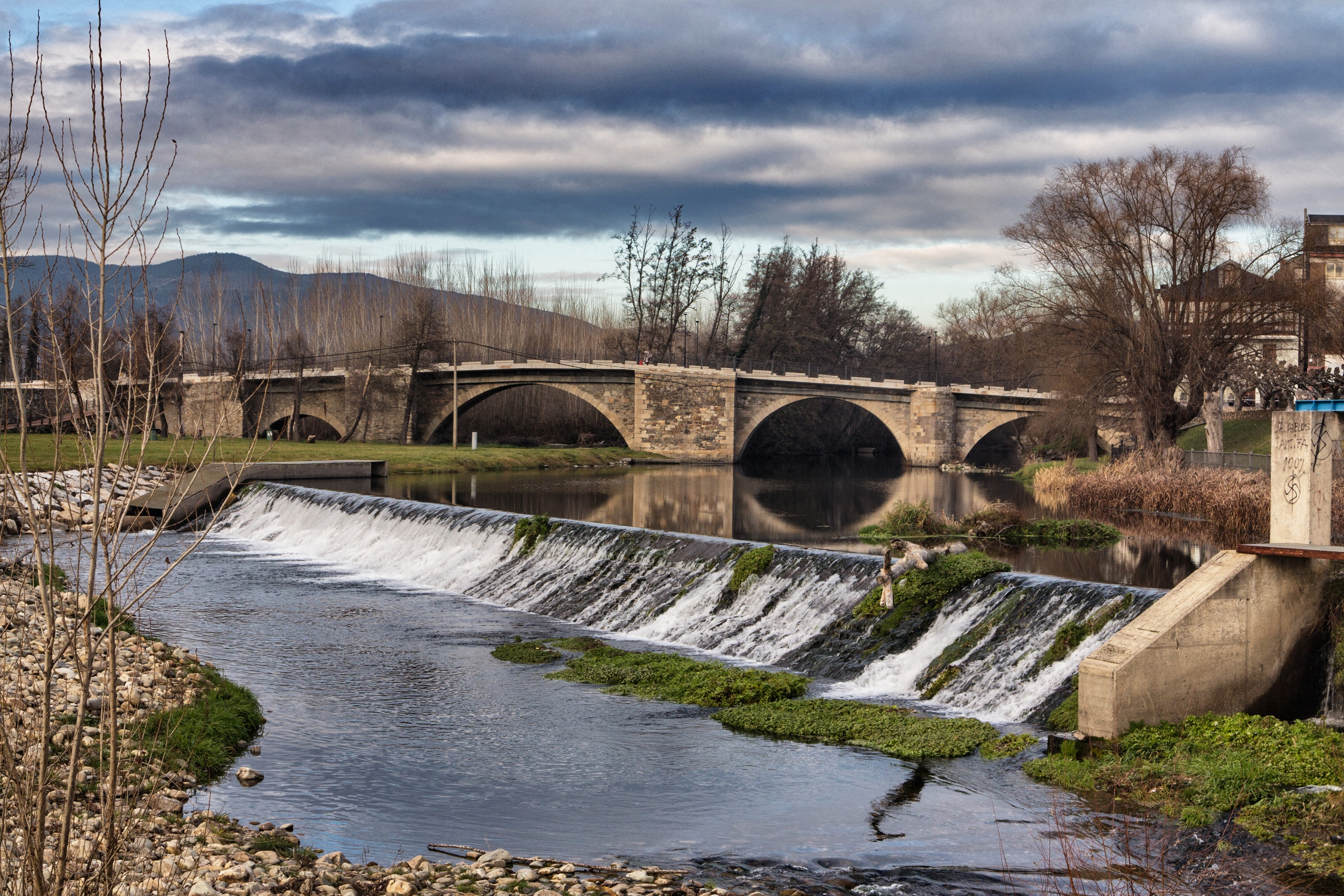
El Cúa en Cacabelos

En un principio se dirige en dirección oeste-este hasta un kilómetro después de recibir por la izquierda las aguas del arroyo de Trayecto, donde el sentido cambia a norte-sur. Atraviesa los municipios de Peranzanes, Fabero, Vega de Espinareda, Arganza, Cacabelos, Carracedelo y Villadecanes-Toral de los Vados.
Pertenece a la Confederación Hidrográfica Miño-Sil.
En él se puede encontrar trucha común, boga del Duero, gobio, rana patilarga, rana común, cangrejo señal, martín pescador, garza real, cormorán grande, mirlo acuático, desmán ibérico y nutria entre otra fauna asociada al río.

## Puentes
El puente sobre el río Cúa a las afueras de Cacabelos fue el escenario de la batalla de Cacabelos, un enfrentamiento armado de la guerra de la Independencia española que tuvo lugar en enero de 1809 durante la retirada hacia La Coruña de las tropas británicas bajo el mando de John Moore.
A su paso por el municipio de Vega de Espinareda se encuentran varios puentes que cruzan el río Cúa, uno de ellos se trata de un puente romano del siglo I o II d. C. Este puente ha sido restaurado debido a que el río se llevó parte de él en una riada.